# Ratel IFV
El Ratel es el vehículo de combate de infantería (IFV por sus siglas en inglés) básico de los batallones mecanizados de infantería del ejército sudafricano.
Su nombre se debe al Mellivora capensis (tejón melero), el cual es considerado uno de los mamíferos más agresivos del mundo.

## Historia
En la década de 1970, el ejército sudafricano se encontraba inmerso en la necesidad de encontrar un vehículo de movilidad para su infantería que respondiese a la estructura de las unidades móviles en vehículos de combate.
Ante esta necesidad, la empresa sudafricana Sandock-Austral presentó su proyecto, el Ratel-20, en 1974 (el cual llevaba estudiando desde 1971).
El vehículo fue diseñado y producido íntegramente en Sudáfrica, ya que el bloqueo económico estaba vigente durante esos años. La producción del vehículo en masa para el ejército sudafricano comenzó en 1978. El vehículo dio muestras de su efectividad en la guerra de la frontera de Sudáfrica donde se ganó la aprobación de su tan bien elegido nombre.

## Derivados
- Iklwa: Un prototipo fabricado por BAE Systems Land Systems que está basado en el chasis del Ratel pero con mejorar en la tracción y el motor. Su nombre se debe al arma tradicional zulú iklwa, que a su vez es una variante de la Azagaya.

## Operadores
- Yibuti: 9
- Ghana: 39
- Jordania: 321
- Libia: 6
- Marruecos: 70 (Ratel-20)
- Ruanda: 35
- República Árabe Saharaui Democrática: ?
- Senegal: 14

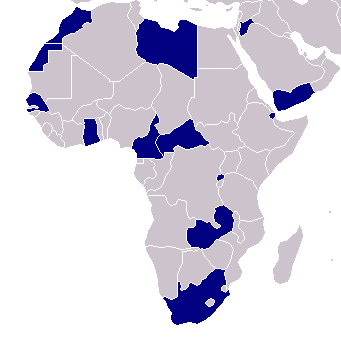
Operadores del Ratel.
Presentes.
Pasados.

- Sudáfrica: 534 en servicio,  666 en reserva
- Yemen: ?
- Zambia: 14

## Historial de Combate
- Guerra de la frontera de Sudáfrica
- Guerra del Sahara Occidental
- Guerra de Libia de 2011
- Revolución yemení